# Dariusz Wosz
Dariusz „Darek“ Wosz [ˈdaːri̯ʊs ˈvɔʃ] (* 8. Juni 1969 in Piekary Śląskie, Oberschlesien, Polen) ist ein deutscher Fußballtrainer und ehemaliger Fußballspieler.

## Kindheit und Jugend
Wosz wuchs in der Kleinstadt Piekary Śląskie in der Nähe von Katowice auf. Das Interesse am Fußball erbte er von seinem Vater, der damals neben seinem Beruf als Gärtnermeister in der 6. Liga spielte; er musste mit seinen Mitspielern jedoch in Ermangelung geeigneter Plätze auf Äcker oder Straßen ausweichen; darüber hinaus durften Kinder in Polen erst ab dem Alter von zehn Jahren in Vereinen angemeldet werden.
Da die Vorfahren der Familie Bürger des Deutschen Reiches waren, nutzte diese 1980 die Möglichkeit, im Rahmen der Abkommen über Familienzusammenführung aus Polen, wo der Bruder von Wosz’ Mutter eine Gärtnerei betrieben hatte, nach Halle in der DDR überzusiedeln. Mit der Übersiedlung verlor die Familie die polnische Staatsangehörigkeit; ursprünglich hatten die Eltern gehofft, mit ihren polnischen Pässen auch nach West-Berlin reisen zu können, wo weitere Verwandte lebten. Wosz sprach als Aussiedler aus Oberschlesien zunächst kaum Deutsch und kompensierte seine anfänglichen schulischen Probleme mit Leistungen im Sport. Obwohl sein größeres Interesse dem Fußball galt, war er auch im Eisschnelllauf erfolgreich; so wurde er siebenmal in die DDR-Jugendauswahl berufen.

## Spielerkarriere

### Verein
1980 trat Wosz der BSG Motor Halle als Fußballspieler bei. Nach einer weiteren Station bei der BSG Empor Halle (1981 bis 1984) wurde er in die Nachwuchsabteilung des Halleschen FC Chemie delegiert. Die Späher des DDR-Sports befanden ihn mit 1,69 m als zu groß für den Eisschnelllauf und die Jugendtrainer in Halle befanden ihn als zu klein und schmächtig. Im Alter von 16 Jahren nahm er mit einer Jugendmannschaft an einer Reise nach Südamerika teil; nach einem Bericht seiner Mutter soll er einen westdeutschen Passagier zurückgewiesen haben, der ihm eine Karriere im Westen versprach, falls er bei einer Zwischenlandung das Flugzeug verlasse.
Zur Saison 1987/88 gelang dem HFC Chemie der Wiederaufstieg in die höchste Spielklasse der DDR, die Oberliga, wobei der damals 17-Jährige Wosz im Zweitligaspieljahr 1986/87 einmal eingesetzt worden war. In den folgenden vier Spielzeiten bis zur Auflösung der Oberliga nach der Saison 1990/91 bestritt der Mittelfeldspieler 93 Erstligabegegnungen, in denen er 15 Tore für den HFC erzielte. In der Saison 1991/92 war Wosz für den inzwischen in Hallescher FC umbenannten Verein noch 22 Spiele (5 Tore) in der nun gesamtdeutschen 2. Bundesliga aktiv. Der HFC spielte in dieser Saison, nachdem er in der letzten Oberligasaison 1990/91 den vierten Platz belegt hatte, auch im UEFA-Pokal, bei dem Wosz in zwei Spielen zum Einsatz kam.
In der Winterpause der Saison 1991/92 wechselte Wosz zum Bundesligisten VfL Bochum ins Ruhrgebiet. Auch die AS Monaco, damals amtierender französischer Vizemeister, hatte sich für den Spieler interessiert und soll über fünf Millionen Mark geboten haben. Im Winter 1996/97 verhandelte der VfL mit dem FC Valencia über einen Verkauf Wosz', zum Abschluss kam es jedoch nicht. Beim VfL blieb er bis zum Saisonende 1997/98 und führte den Verein als Mannschaftskapitän und Mittelfeldregisseur in der Bundesligasaison 1996/97 auf den fünften Platz und in den UEFA-Pokal. Die von Klaus Toppmöller betreute Elf – Wosz war in allen sechs Partien dabei und erzielte ein Tor – schied in der Europapokalsaison 1997/98 in der dritten Runde mit 4:6 Toren nach Hin- und Rückspiel gegen Ajax Amsterdam aus. Die mannschaftsinterne Harmonie war laut Wosz unter anderem ein Verdienst Toppmöllers, der seine Spieler dazu bewog, so lang wie möglich flache Bälle zu spielen und so die Ballbesitzphasen zu verlängern.
Im Sommer 1998 entschied sich Wosz für einen Wechsel zu Hertha BSC, nachdem er auch Gespräche mit dem FC Valencia geführt hatte. Mit dem Hauptstadtklub spielte er, überwiegend auf seiner bevorzugten Position hinter den Spitzen aufgeboten, in der UEFA Champions League, kam jedoch nach zwei erfolgreichen Jahren in der Saison 2000/01 kaum noch zum Einsatz, da ihm sowohl Neuzugang Marcelinho als auch der jüngere Sebastian Deisler vorgezogen wurden. Insgesamt bestritt der Freistoßspezialist 85 Bundesligaspiele (11 Tore) für die Berliner. In 15 Europapokalspielen erzielte er zwei Treffer.
Wosz kehrte im Sommer 2001 auf eigenen Wunsch zum mittlerweile in der 2. Bundesliga spielenden VfL Bochum zurück, nachdem Gespräche über die Ablösesumme zwischen der Hertha sowie dem FC Schalke 04 ohne Einigung verlaufen waren. Nach dem Bundesliga-Aufstieg 2002 erreichte die Mannschaft mit ihm als Kapitän im Sommer 2004 einen Platz im UEFA-Pokal. In der Spielzeit 2004/05 stieg der VfL zusammen mit Hansa Rostock und dem SC Freiburg aus der Bundesliga ab, spielte sich aber in der Folgesaison zurück in die 1. Liga. Der zu diesem Zeitpunkt 37-jährige Wosz kam allerdings nach dem Wiederaufstieg nur noch zu einem weiteren Einsatz in der Bundesliga: Im letzten Spiel der Saison 2006/07 in Mönchengladbach wurde er in der 70. Minute für Zvjezdan Misimović eingewechselt und erzielte mit dem 2:0 in der 82. Spielminute zugleich sein letztes Tor als Profispieler. Bereits am 12. Mai war er beim letzten Heimspiel des VfL gegen den VfB Stuttgart verabschiedet worden.
Nach Beendigung seiner Profikarriere folgten Engagements bei verschiedenen Amateurvereinen: zunächst zwölf Spielzeiten für den SC Union Bergen aus dem Bochumer Stadtteil Bergen, dann per wechselndem Zweitspielrecht für die SG Hoengen/Aldenhoven-Pattern sowie dem in die Bochumer Kreisliga B aufgestiegenen SV Teutonia Riemke. Letzterem Verein schloss er sich im Oktober 2020 fest an. Im Sommer 2021 wechselte er zum SC Jülich 10/97, der mit anderen Vereinen die SG Rurland gebildet hatte. Für diese Spielgemeinschaft bestritt Wosz zwei Saisons in der Dürener Kreisliga A. In der gleichen Liga trat er dann noch in der Saison 2023/24 für die nachfolgende Spielgemeinschaft des SC Jülich 10/97 mit dem SV Hoengen an.

### Nationalmannschaft
Für die Nationalmannschaft der DDR bestritt Wosz zwischen 1989 und 1990 sieben A-Länderspiele (kein Tor). Sein Debüt gab er als 19-Jähriger in einem Freundschaftsspiel gegen Finnland (1:1) am 22. März 1989 in Dresden. Sein siebtes Länderspiel war gleichzeitig der Abschied der DDR-Auswahl von der internationalen Fußballbühne, als das Team um Kapitän Matthias Sammer am 12. September 1990 in Brüssel Belgien mit 2:0 schlug.
Am 26. Februar 1997 absolvierte Wosz, der bereits im September 1992 von Bundestrainer Berti Vogts zu einem Sichtungslehrgang der gesamtdeutschen Nationalmannschaft in der Sportschule Wedau eingeladen worden war, sein Debüt in der deutschen A-Auswahl. Im Freundschaftsspiel in Tel Aviv wurde Israel durch ein Tor von Wosz kurz vor Spielende mit 1:0 besiegt. Im Jahr 2000 schaffte er den Sprung in den Kader von Vogts’ Nachfolger Erich Ribbeck für die EM 2000 in Belgien und den Niederlanden. Ribbeck setzte ihn bei dieser für die deutsche Elf enttäuschenden EM jedoch nicht ein. Das Länderspiel am 15. November 2000 in Kopenhagen gegen Dänemark (1:2-Niederlage) war für Wosz nach 17 Spielen und einem Treffer sein letztes in der deutschen Fußballnationalelf.

## Trainerkarriere
Als Trainer in der Jugendabteilung und im Bereich Öffentlichkeitsarbeit war Wosz auch über die Saison 2006/07 hinaus in Bochum beschäftigt. Er betreute die A-Junioren des VfL Bochum in der Bundesliga West als Nachfolger von Sascha Lewandowski. Zwischen 2008 und 2013 trainierte der ehemalige Mittelfeldspieler unter anderem spätere A-Nationalspieler wie İlkay Gündoğan, Leon Goretzka oder Lukas Klostermann.
Seit dem 20. September 2009 war er zusätzlich als Co-Trainer von Interimstrainer Frank Heinemann bei der ersten Mannschaft des Revierklubs tätig. Am 29. April 2010 übernahm er zwei Tage vor dem vorletzten Bundesligaspieltag für den entlassenen Heiko Herrlich die erste Mannschaft des VfL Bochum als Interimstrainer bis Saisonende und stieg mit der Mannschaft aus der Bundesliga ab. Von 2013 bis zur Abmeldung der Mannschaft nach der Saison 2014/15 betreute er die zweite Mannschaft des VfL. In den folgenden Jahren bis einschließlich 2017/18 war er im Verein als Techniktrainer sowie im Trainerteam der ersten Mannschaft aktiv. Aktuell ist dies nicht mehr der Fall.
Seit der Saison 2019/20 leitet er die Fußballschule des VfL Bochum.

## Statistik
Einsätze (Stand 19. Mai 2007)
- Oberliga (1. Liga der DDR)

| Einsätze | Tore | Saison    | Verein        |
| -------- | ---- | --------- | ------------- |
| 93       | 14   | 1987–1991 | Hallescher FC |

- Liga (2. Liga der DDR)

| Einsätze | Tore | Saison  | Verein        |
| -------- | ---- | ------- | ------------- |
| 1        | –    | 1986/87 | Hallescher FC |

- 1. Bundesliga

| Einsätze | Tore | Saison    | Verein     |
| -------- | ---- | --------- | ---------- |
| 49       | 3    | 1991–1993 | VfL Bochum |
| 32       | 2    | 1994/95   | VfL Bochum |
| 65       | 14   | 1996–1998 | VfL Bochum |
| 85       | 11   | 1998–2001 | Hertha BSC |
| 92       | 8    | 2002–2005 | VfL Bochum |
| 1        | 1    | 2006/07   | VfL Bochum |
| 324      | 39   | gesamt    |            |

- 2. Bundesliga

| Einsätze | Tore | Saison  | Verein        |
| -------- | ---- | ------- | ------------- |
| 22       | 5    | 1991/92 | Hallescher FC |
| 34       | 3    | 1993/94 | VfL Bochum    |
| 31       | 3    | 1995/96 | VfL Bochum    |
| 27       | 6    | 2001/02 | VfL Bochum    |
| 15       | 1    | 2005/06 | VfL Bochum    |
| 129      | 18   | gesamt  |               |

- 17 Einsätze für die deutsche Nationalmannschaft
- 7 Einsätze für die DDR-Nationalmannschaft

## Erfolge
- Aufstieg in die DDR-Oberliga 1987 mit dem Halleschen FC
- Aufstieg in die 1. Bundesliga 1994, 2002 und 2006 mit dem VfL Bochum

## Wissenswertes

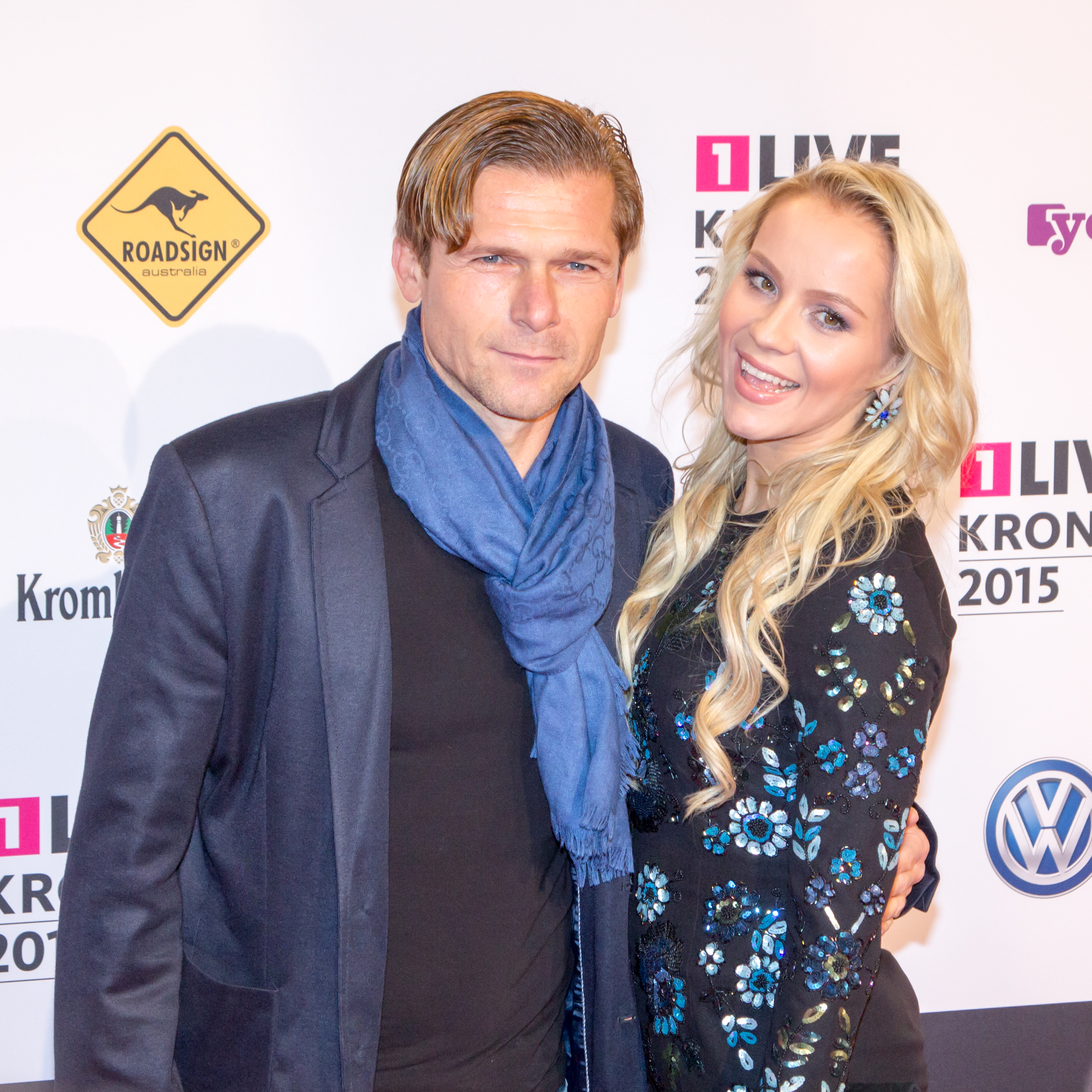
Dariusz Wosz mit Ehefrau Nika Krosny-Wosz (2015)

- Zu seiner Zeit als aktiver Bundesliga-Spieler wurde Wosz aufgrund seiner wendigen Spielweise von Journalisten häufig als „Zaubermaus“ bezeichnet.[14]

- Er ist der erste Spieler des VfL, der ein offizielles Abschiedsspiel bekam. Am 8. September 2007 wurde im Ruhrstadion ein UEFA-Cup-Allstar-Team des VfL Bochum gegen eine Auswahl alter Kollegen von Wosz aufgestellt. Das Spiel endete mit 12:8, wobei Wosz für beide Mannschaften spielte und zwei Tore schoss.

- Seit Mai 2005 betreibt er eine Fußballschule in Bochum.

- Wosz betreibt in Halle, Leipzig und Suhl einen Wosz Fanshop und übernahm mit dem HFC Fanartikel Shop bis Juli 2024 das Merchandising und den Ticketvorverkauf des Halleschen FC. Nachdem der HFC die Zusammenarbeit zum 1. Juli 2024 hin aufgekündigt hatte, trat Wosz aus dem Verein aus.[15] Der Wosz Fanshop ist ebenfalls Ausrüster der Fußballschule in Bochum.

- Wosz’ Bruder Zbigniew war ebenfalls Fußballspieler. Dessen Sohn Joscha ist aktuell für den Halleschen FC aktiv.